# Trisquel
A Trisquel egy teljes egészében szabad szoftver összetevőkből felépülő GNU/Linux operációs rendszer. Az Ubuntu disztribúción alapuló Trisquel kizárólag olyan szoftvercsomagokból épül fel, amelyek semmilyen szempontból sem korlátozzák a felhasználók szabadságát. A Trisquel azon kevés Linux disztribúciók közé tartozik, melyek megfelelnek a GNU projekt, illetve a Free Software Foundation által meghatározott, a valóban szabad operációs rendszerekre vonatkozó szigorú kritériumoknak.